# Deutscher Grenzverein
Der Deutsche Grenzverein e. V. ist eine juristische Person in der Rechtsform eines eingetragenen Vereins mit Sitz in Oeversee (Schleswig-Holstein). Er ist der Träger von drei Bildungseinrichtungen.

## Geschichte
Gegründet wurde der Deutsche Grenzverein nach dem Ersten Weltkrieg am 22. Januar 1919 in Sonderburg als Wohlfahrts- und Schulverein für Nordschleswig. Nach der Volksabstimmung von 1920 und der damit verbundenen Abtretung Nordschleswigs an Dänemark übernahm der Verein die Aufgabe, deutsche Kulturarbeit sowie Bildungsformen zu erhalten und die Identität der deutschen Minderheit zu bewahren. Hierzu zählte das Büchereiwesen, die Weiterbildung als Volkshochschule sowie durch Vorträge. Vermögenswerte erhielt der Verein im Wege einer Eigentumsübertragung von dem 1905 gegründeten Nordschleswigschen Volkshochschulverein.
Infolge einer wachsenden Autonomie der Einrichtungen des Bundes deutscher Nordschleswiger verlagerte sich das Tätigkeitsfeld des Grenzvereins zunehmend auf den deutschen Landesteil Schleswig. Die Vereinsarbeit änderte sich im Dritten Reich, und sie endete durch den Zweiten Weltkrieg. Nach der Kapitulation war nur noch das Büchereiwesen übrig geblieben. Am 3. September 1946 erteilte die britische Militärregierung die Genehmigung zur Neugründung als Verein für Erwachsenenbildung und Büchereiwesen mit Sitz in Flensburg. Landrat Friedrich Wilhelm Lübke übernahm den Vorsitz des Vorstandes, dem auch der christdemokratische Politiker Peter Jensen angehörte. Ein Grundsatzbeschluss der Mitgliederversammlung am 15. November 1947 regelte die Wiederaufnahme der Tätigkeiten im Büchereiwesen, als Volkshochschulen und im allgemeinen Bereich der Kulturarbeit. Am 9. Mai 1949 folgte deswegen die Umbenennung in Deutscher Grenzverein für Kulturarbeit im Landesteil Schleswig. Der Grenzverein reagierte auf den wachsenden Einfluss der dänischen Minderheit in Südschleswig. Durch die finanzielle Förderung mit Landesmitteln konnte der Verein die Angebote seiner Bildungseinrichtungen seit 1950 erheblich ausbauen. Nach 1988 kam es zu Kürzungen der Mittelzuwendungen. Seit 1994 ist Jörg-Dietrich Kamischke Vorsitzender des Vereins.

## Ziele
Durch die Gründungen Europäischer Gemeinschaften einschließlich der Europäischen Union wandelten sich im Laufe der europäischen Integrationspolitik die Zielsetzungen des Deutschen Grenzvereins. Gegenwärtig werden die Ziele wie folgt beschrieben:
- Der Verein will in der deutsch-dänischen Grenzregion das Verständnis und Vertrauen der Menschen untereinander fördern und zur Stärkung der kulturellen, politischen und wirtschaftlichen Leistungskraft der Region beitragen.
- Weiterhin soll der kulturelle, wirtschaftliche und politische Austausch zwischen dem skandinavischbaltischen Kulturkreis des Nord- und Ostseeraumes und Mitteleuropa gefördert werden.
- Der Verein unterstützt Jugendliche und Erwachsene bei ihrer Orientierung im sozialen, kulturellen und politischen Umfeld sowie bei der Übernahme von Verantwortung.

## Bildungseinrichtungen
Der Deutsche Grenzverein begann nach seiner Wiedergründung in eigener Verantwortung den Betrieb dieser drei Bildungseinrichtungen:
1. Wiederaufnahme am 28. Februar 1948: Internationaler Jugendhof Scheersberg in Quern;
2. Wiedereröffnung am 1. Oktober 1948: Heimvolkshochschule in Leck, die seit 2000 den Namen Nordsee Akademie trägt;
3. Eröffnung am 29. Juni 1952: Grenzakademie Sankelmark in Oeversee, die seit 1973 den Namen Akademie Sankelmark trägt.

## Veröffentlichungen
- Kulturarbeit in einem Grenzland. Fünfjahresbericht des Deutschen Grenzvereins für Kulturarbeit im Landesteil Schleswig. Flensburg 1958
- Friedrich-Wilhelm-Lübke-Koog. Druck- u. Verlagshaus, Schleswig 1979
- Der nationale Gegensatz. De nationale modsaetninger 1800–1864. Flensburg 1984
- Die Bonn-Kopenhagener Erklärungen von 1955. Zur Entstehung einen Modells für nationale Minderheiten. Flensburg 1985
- Umweltatlas für den Landesteil Schleswig. Institut für Regionale Forschung und Information, Flensburg 1987
- Kolloquium über Politik, Kultur und Identität in Geschichte und Gegenwart bei den deutschen Bevölkerungsgruppen im Ausland. Referate. 8. Konferenz deutscher Volksgruppen in Europa in der Akademie Sankelmark. Redaktion: Alexander Ritter. Institut für Regionale Forschung und Information, Flensburg 1991